# Estatuto de Autonomia da Galiza de 1936
O Estatuto de Autonomia da Galiza de 1936 foi um estatuto de autonomia, apoiado amplamente em referendo a  28 de Junho, mas que não chegou a ser aprovado nas Cortes Espanholas, e apenas foi admitido a trâmite, pois a Guerra Civil espanhola principiou então e a Galiza passou ao poder dos sublevados. A realização do estatuto foi primariamente devida ao trabalho realizado pelo Partido Galeguista.

## Antecedentes
O Partido Galeguista surgira porque, logo da proclamação da II República em Espanha, em vilas e cidades havia múltiplas agrupações que esperavam pela formação de uma plataforma galeguista que unificasse e desse entidade nacional ao quefazer que vinham desenvolvendo.
No Natal de 1931 nasce o Partido Galeguista, como resultado da união do Partido Nazonalista Republicán de Ourense (com Vicente Risco, Otero Pedrayo), do Partido Galeguista de Pontevedra (Castelao, Filgueira Valverde, Valentín Paz Andrade, Ramón Cabanillas...), membros das Irmandades da Fala de Santiago, Lugo, Vigo, etc.
O PG foi um partido plural no qual nem sempre foi fácil a convivência dos seus integrantes, pois estes podiam ser:
- Conservadores da direita que recusavam a aliança com a esquerda (Risco, Filgueira, Vilar Ponte...).
- Liberais (Otero Pedrayo, Plácido Castro...).
- Simpatizantes com a ideologia de esquerda (Alexandre Bóveda, Castelao, Suárez Picallo...).
- Defensores da independência total da Galiza (Sociedade Nazionalista Gallega Pondal de Buenos Aires).
- Apartidistas (Álvaro Cunqueiro, Florentino López Cuevillas).

## Projetos de Estatuto
A via para a autonomia começou em Maio de 1931 (logo de começar a II República), quando o Seminario de Estudos Galegos redigiu um Anteprojeto de Estatuto da Galiza, que começava:
| “ | ARTIGO 1º A Galiza é um Estado livre dentro da república Federal Espanhola. Art. 2º As línguas oficiais no Estado galego são, indistintamente, a galega e a castelhana. Não poderão desempenhar na Galiza cargos públicos os que não conheçam a língua galega. Art. 3º As cores nacionais da Galiza são branca-azul. Art. 4º O território da Galiza compreende as antigas quatro províncias da Corunha, Lugo, Pontevedra e Ourense. Art. 5º Poder-se-á agregar ao território da Galiza qualquer outro colimitado, por acordo dos dois terços dos seus eleitores, aprovado pela Assembléia do Estado galego e pela legislatura à qual estiver submetido o território em questão; tudo isto com o referendo do Poder federal. O plebiscito a que se refere o primeiro parágrafo deste artigo terá lugar por iniciativa do Conselho do Estado galego ou da vigésima parte dos eleitores do país que se trata de anexar. Art. 6º Serão galegos: a) Os filhos de galegos nascidos no território do estado galego. b) Os filhos de pai ou mãe galegos, ainda que nasçam fora, sempre que essa seja sua vontade. Enquanto os filhos sejam menores, entende-se como vontade sua a do seu representante legal. c) Os que não sendo originariamente galegos, ganhem vizinhança em qualquer lugar da Galiza. | ” |

Porém, o projeto definitivo de estatuto não chegou até 1932 quando o prefeito de Compostela, Raimundo López Pol, convocou todos os concelhos do país para debater o texto. Assim, a assembléia de Dezembro desse ano aprova o documento definitivo com o apóio de 77%  dos concelhos galegos, que representavam 84,7% da população. No entanto, o texto paralisou pela chegada do Biênio Negro, e só se voltaria recuperar depois do triunfo da Frente Popular em Fevereiro de 1936.
Neste ano, e para não perder a carreira do Estatuto, o PG teve de optar em prol da Frente Popular; a crise interna foi muito aguda, e um setor importante, a chamada direita galeguista, desligou-se do PG, embora colaborasse depois no referendo.
A campanha pelo sim foi espetacular, com cartazes de Castelao, Luís Seoane, Isaac Díaz Pardo, etc.
Em 28 de Junho de 1936 celebrava-se o plebiscito do estatuto, no qual votou 74,56% do censo eleitoral (dado altíssimo à época), com 993 351 votos a favor e 6161 na contra. Os votos em branco foram 1451.
Em realizações políticas, o PG teve ao seu favor o levar adiante o primeiro Estatuto Galego. Em 15 de Julho de 1936, Gómez Román, secretário do PG, e Castelao, deputado, entregavam ao Presidente das Cortes o texto do estatuto aprovado em referendo. Este estatuto nunca chegou a entrar em vigor, com o golpe de estado de 1936, ficando a Galiza na zona "nacional".
As Cortes republicanas transladadas à Catalunha admitiram a trâmite o estatuto em 1 de Fevereiro de 1938, mas não se chegou a discutir nem aprovar.